# Pibb
O PIBB – Papéis de Índice Brasil Bovespa –  é um ETF ou fundo de índice com benchmark IBrX-50, de modelo full replication, negociado na B3 sob o código PIBB11.
O fundo foi o primeiro ETF do mercado brasileiro, lançado em 2004, fruto de uma oferta pública de parte da carteira de ações do BNDES. O fundo foi constituído com base na Instrução CVM número 359, de 2002, que regulamenta os fundos de índice no mercado brasileiro. Assim como determinado na legislação, o fundo possui um modelo de aporte e resgate de cotas conhecido com in-kind, no qual podem ser criadas novas cotas ou destruídas exclusivamente com base na cesta de ativos divulgada em seu site na Internet diariamente, a qual corresponde a um lote padrão de 20.000 cotas. Este modelo visa manter o preço da cota do fundo no mercado secundário semelhante ao valor patrimonial, uma vez que quando há descolamentos expressivos é possível a arbitragem entre o mercado secundário (bolsa) e o primário.
A oferta que deu origem ao fundo foi de R$600 milhões e foi estruturada pelo próprio BNDES e a B3 junto com os bancos JP Morgan, Goldman Sachs e Itaú, que é também o administrador e gestor do fundo desde sua criação. Dada a natureza do produto, a oferta foi focada em investidores pessoas físicas, com a concessão de opções de venda de prazo de um ano e a constituição de fundos de investimento exclusivos para este público.
Dada a demanda da primeira oferta, o BNDES fez uma oferta pública de cotas subsequente em 2005, totalizando R$2,3 bilhões. Esta oferta foi até então a de maior pulverização no varejo, com a participação de 121 mil pessoas físicas. Novamente foram ofertadas cotas diretamente ao publico e fundos de varejo dedicados, tanto com opção de venda de prazo de um ano como sem a opção.
Ainda em 2005 o então presidente do BNDES, Guido Mantega, declarou a intenção de lançar outros fundos neste mesmo formato, porém isto apenas ocorreu anos depois, em 2012, com o lançamento do fundo Eco2.
Em 2010 e 2011 o PIBB recebeu o prêmio de ETF mais eficiente das Américas, pela exchangetradedfunds.com e foi incorporado a família de ETFs it now do Itaú em 2012. Ainda hoje o PIBB é um dos maiores fundos de ações do mercado local, com mais de R$1 bilhão de patrimônio, e um dos ETFs de maior liquidez na B3.